# The Fairly OddParents
The Fairly OddParents (Os Padrinhos Mágicos (português brasileiro) ou Os Padrinhos Mágicos (Nickelodeon) / Os Meus Padrinhos são Mágicos (Canal Panda e TVI) (português europeu)) é uma série de desenho animado canadense-estadunidense criada por Butch Hartman sobre as aventuras de Timmy Turner, com seus padrinhos mágicos Cosmo e Wanda. É exibido pela Nickelodeon, sendo seu segundo maior programa de maior sucesso, atrás apenas de Bob Esponja Calça Quadrada. É produzida pela Frederator Studios e  Billionfold Studios e é distribuído pela companhia de animação canadense, Nelvana.
No Brasil, a série foi adquirida originalmente pela Disney Brasil em 2001, tendo sua estreia pelo canal Fox Kids em 2002. Posteriormente seguiu no ar pelos canais Jetix e Disney Channel. Devido ao sucesso estrondoso em 2005, a Nickelodeon Brasil reassumiu a distribuição local e passou a veicular os episódios mais recentes, desde a metade da 5ª temporada. Atualmente, a série está dividida por seis canais no Brasil - sendo três em televisão aberta e outros três em TV paga: estreias são exibidas pela Nickelodeon, e eventuais reprises pelos canais Disney (Disney XD e Disney Channel). Em TV aberta, a Rede Globo detêm os direitos de exibição dos episódios adquiridos pela Disney, atualmente arquivados. Em 2014, a Rede Bandeirantes passou a exibir os primeiros episódios distribuídos pela Nickelodeon Brasil. A nona temporada, por sua vez, foi adquirida pelo SBT em 2015. 
Em Portugal, foi ao ar pelos canais TVI e Canal Panda sob o título de Os Meus Padrinhos são Mágicos. Mais tarde, foi emitida pelo Nickelodeon Portugal, sob o título de Os Padrinhos Mágicos. 
A versão brasileira conta com nomes consagrados da dublagem como Guilherme Briggs (Cosmo), Nair Amorim (Wanda), Waldyr Sant'anna (Duende Chefe), Carmen Sheila (Tootie) e Isaac Bardavid (Joelho de Bronze).

## Enredo
Timmy Turner é um garoto de 10 anos que vive na cidade de Dimmsdale. É maltratado pela sua babá, Vicky, e quando tenta contar para seus pais, eles não acreditam. Mas um dia o garoto recebe a visita de duas fadas chamadas Cosmo e Wanda, que realizam qualquer desejo, exceto os que violam o livro de regras. Cosmo é atrapalhado e palhaço, enquanto Wanda sempre avisa quando algo pode dar errado. Com o tempo Timmy faz diferentes amigos, tanto na terra como no mundo das fadas. Mais tarde ele recebe seu irmão-fada, Poof que é o único bebê do mundo das fadas.  
Ao longo da série, Timmy faz vários inimigos, como por exemplo, o Professor Crocker, que é obcecado por fadas e sempre tenta provar a existência delas para o mundo, mas Timmy pode perder seus padrinhos desse modo. Outro vilão notável é Francis, um valentão que adora bater em garotos da idade de Timmy, e outros, como Laser Negro, um vilão do mal que vive na Bola da morte, e que está sempre tentando destruir a Terra. Outro vilão, diferente dos outros, é Remy Granabeça, um menino da idade de Timmy, que também tem uma fada, e sempre tenta fazer Timmy perder seus padrinhos.

### O livro das regras (Rules)
O livro das regras (ou como aparece nos episódios, em inglês rules) é o livro que contém todas as regras, as exceções de pedidos, os pedidos proibidos, que podem alterar de alguma forma o futuro ou prejudicar o protagonista ou outros personagens como o amor, acabar com o amor de alguém, como quando Poof, filho de Cosmo e Wanda acabou nas mãos dos pais de Timmy Turner, o protagonista da série, que acabaram se apaixonando por Poof, que por ter o amor verdadeiro não podia voltar para seus verdaderos pais (Cosmo e Wanda) e tiveram que fazer seus pais desistirem para poder voltar para os padrinhos mágicos de Timmy Turner. Esse foi um dos pedidos proibidos do livro das regras: amor. Há ainda muitos outros, mas foi um exemplo considerável do que diz ser o livro das regras.

## História

### Origens (1998–2001)
Em 1998, o produtor Butch Hartman apresentou a Nickelodeon um pequeno curta-metragem de 11 minutos intitulado "Fairy GodParents". Butch havia saído do Cartoon Network Studios, sucessor da Hanna-Barbera, onde trabalhou no desenvolvimento de O Labotarório de Dexter e A Vaca e o Frango, além de ter sido diretor de Johnny Bravo. O estúdio havia rejeitado o curta proposto por Butch, que, então, procurou a Nickelodeon. O canal se interessou e logo o curta foi exibido no programa Oh Yeah! Cartoons. Então Hartman produziu mais 9 episódios que foram transmitidos até 2001, quando o Oh Yeah! Cartoons foi cancelado. Porém, a Nickelodeon ofereceu ao produtor a proposta de tornar a pequena série em um programa próprio. A proposta foi aceita e logo, no dia 30 de março de 2001, a série se tornou própria exibindo dois episódios de 15 minutos por transmissão, totalizando meia hora. Foram feitas várias mudanças da série antiga para a atual. Como por exemplo: os pais de Timmy, Sr. e Sra. Turner (Ou Pais do Timmy) eram vistos apenas com seus pés sendo mostrados (Igual o desenho A Vaca e o Frango, do Cartoon Network), e com personalidades totalmente diferentes. Outra diferença notável foi a troca de dubladores dos personagens, como Timmy, que era dublado por Mary Kay Bergman, diferente da atual dubladora Tara Strong.

### Início e consolidação (2001–2004)
Depois de se tornar uma série, não foi muito popular inicialmente. Porém, a partir de 2002 o programa apresentou os mais altos níveis de audiência do canal (junto com SpongeBob SquarePants), atraindo o público tanto infantil como adulto, por conter um senso de humor mais maduro. No final de 2002, já era a série mais assistida da Nickelodeon, ultrapassando Bob Esponja Calça Quadrada. Logo em 2003, a série lançou seu primeiro episódio especial, com uma hora e meia de duração, The Fairly OddParents in: Abra Catastrophe!, consolidando o sucesso da série no mundo inteiro, levando assim mais temporadas a serem produzidas. Mais tarde Butch Hartman criou sua segunda série, Danny Phantom. Ao longo dos anos foram criados muito especiais e filmes como A Caçada dos Padrinhos Mágicos, A Origem Secreta de Denzel Crocker, Crash Nebula, The Fairly OddParents in School's Out! The Musical, O Ídolo das Fadas, The Jimmy Timmy Power Hour, Fairly OddBaby, A Saga dos Padrinhos Mágicos e o especial Anti-Poof

### Fim e recomeço da produção (2005–2007)
No final de 2005, a Nickelodeon apresentou o especial Jimmy e Timmy: o Confronto 3: Quando os Manés Colidem, que seria o provável último especial. Mais tarde foi exibido Timmy, O Bárbaro, que seria o último episódio produzido, então Butch Hartman anunciou no seu fórum oficial dia 24 de janeiro de 2006 que essa seria a primeira exibição oficial do último episódio. No entanto, o produtor, anunciou novamente um ano depois, em 2 de fevereiro de 2007 que devido a demanda seriam produzidos mais 17 episódios, além dos personagens Cosmo e Wanda aparecerem em um episódio de Manual de Sobrevivência Escolar do Ned e também havia sido escrito um enredo para um filme em parceria com a Paramount Pictures.

### Anos finais (2008–2016)
Em 2007, não foram exibidos os novos episódios. Sendo protelados para o início de 2008 e além disso foi anunciada a produção de um novo filme, Um Bebê Muito Louco, que quando foi exibido teve quase 9 milhões de telespectadores. E oficialmente o canal anuncia que a série terá uma sétima temporada, com este filme estreando e mais exatamente 20 episódios, e que a série teria sua produção continuada pelo menos até 2010.
Em 10 de março de 2008 foi exibida uma reprise do especial Um Bebê Muito Louco, depois disso nunca mais o episódio foi transmitido. Além do episódio Olimpíadas Muito Loucas, exibido em 1 de agosto de 2008. E em 21 de dezembro de 2008 estreou a sétima temporada globalmente.
No período de 2009 a 2010 a sétima e oitava tiveram seus episódios exibidos esparsamente até o anúncio do filme em live-action A Fairly Odd Movie: Grow Up, Timmy Turner!, com Drake Bell no elenco, como Timmy Turner. Logo depois foram feitas duas sequências: A Fairly Odd Christmas e A Fairly Odd Summer. O segundo indica um final alternativo para a série, que segundo rumores seria cancelada posteriormente. Mas, isso se desmentiu em 2016, quando uma nova temporada foi anunciada.

### Fim da série (2017)
Em 2017 a série foi cancelada ainda na 10ª temporada, devido ao afastamento de seu criador pela Nickelodeon pela baixa audiência.

## Transmissão

### Brasil
Após ser lançada nos Estados Unidos com grande sucesso, a Disney Brasil comprou os direitos de exibição de "The Fairly OddParents" da Nickelodeon, produtora original da série. A série foi exibida pela primeira vez no Brasil em 2002, sob o título de "Os Padrinhos Mágicos", pelo canal Fox Kids, que era propriedade da Disney desde Julho de 2001, quando a Disney anunciou a compra da Rede Fox Family. Em Agosto de 2004 a Fox Kids se tornou Jetix e a série continuou sendo parte da grade. No final de 2005 a Nickelodeon Brasil passou a deter os direitos de exibição da animação, e transmite a série desde a metade da quinta temporada. Os episódios exibidos antes do episódio "Dia de Mudança" são propriedade da Disney Brasil, sendo exibidos pelo Disney XD e regularmente pelo Disney Channel, e os episódios após este eram exibidos pela Nickelodeon, incluindo estreias de episódios novos.
Pegando todos de surpresa, a Rede Bandeirantes estreou em Abril em sua programação um dos grandes sucessos produzidos pela Nickelodeon nos últimos tempos. A série animada, que até o ano passado era exibida pela Rede Globo, vai ao ar dentro do bloco Show de Desenhos, exibido de segunda a domingo, às 6h.  Além do desenho, a atração também conta com Popeye e a animação francesa Minúsculos. A Band também exibe a série animada no Band Kids durante as manhãs de sua programação. Em 2015 foi adquirido pelo SBT e foi exibido no dia 16 de março de 2015 no Bom Dia & Cia.
Dubladores

| Personagem              | Dublador                                 | Ref.        |
| ----------------------- | ---------------------------------------- | ----------- |
| Timmy Turner            | Alexandre Drummond (temporadas 1–3)      | [ 7 ] [ 8 ] |
| Timmy Turner            | Thiago Farias (temporadas 3–8)           | [ 8 ] [ 9 ] |
| Timmy Turner            | Luiz Sérgio Vieira (temporadas 9–10)     | [ 8 ]       |
| Cosmo Julius Cosma      | Guilherme Briggs                         | [ 10 ]      |
| Wanda Fairywinkle-Cosma | Nair Amorim                              | [ 11 ]      |
| Vicky                   | Miriam Ficher                            | [ 12 ]      |
| Sra. Turner             | Élida L'Astorina (temporadas 1–7 e 9–10) | [ 13 ]      |
| Sra. Turner             | Telma da Costa (temporada 8)             | [ 13 ]      |
| Sr. Turner              | Luiz Carlos Persy                        | [ 14 ]      |
| Prof. Denzel Crocker    | Alexandre Moreno                         | [ 15 ]      |
| Chester Ruim de Taco    | Erick Bougleux                           | [ 16 ]      |
| A.J.                    | Charles Emmanuel                         | [ 17 ]      |

### Portugal
Em Portugal, foi exibido na TVI e no Canal Panda sob o título de "Os Meus Padrinhos são Mágicos" e mais tarde foi exibido na Nickelodeon sob o título de "Os Padrinhos Mágicos".

## Mídia

### Filmes
Foram feitos alguns filmes com a série:
| Ano  | Título                                                          |
| ---- | --------------------------------------------------------------- |
| 2002 | The Fairly OddParents in: Abra Catastrophe!                     |
| 2003 | A Caçada dos Padrinhos Mágicos                                  |
| 2004 | The Fairly OddParents in School's Out! The Musical              |
| 2006 | O Ídolo das Fadas                                               |
| 2008 | Um Bebê Muito Louco                                             |
| 2009 | A Saga dos Padrinhos Mágicos                                    |
| 2011 | Os Padrinhos Mágicos O Filme: Cresça Timmy Turner!(Live Action) |
| 2011 | O Pedido Secreto do Timmy                                       |
| 2012 | A Fairly Odd Christmas ("O Natal dos Padrinhos Mágicos")        |
| 2014 | A Fairly Odd Summer ("Os Padrinhos Mágicos no Paraiso")         |

### Especiais
| Ano  | Título                             |
| ---- | ---------------------------------- |
| 2001 | Natal Todos os Dias                |
| 2002 | Padrinhos Assustadores             |
| 2003 | Zoando na Internet                 |
| 2003 | Caindo de Amores                   |
| 2003 | A Origem Secreta de Denzel Crocker |
| 2004 | O Desejo Super-Heroístico          |
| 2004 | Crash Nebula                       |
| 2004 | Vida na Estante                    |
| 2008 | Olimpíadas Muito Loucas            |
| 2008 | Feliz Desejo de Natal              |
| 2009 | Anti-Poof                          |
| 2011 | Triângulo Amoroso                  |
| 2011 | Invasão dos Pais                   |
| 2011 | Quando os L.O.S.E.R.S Atacam       |
| 2013 | O Cãozinho Mágico                  |
| 2013 | Casal Assustador                   |

### Cruzadas
Três episódios especiais com uma hora de duração, em que os personagens de Os Padrinhos Mágicos encontram com os personagens de Jimmy Neutron,O Menino Gênio foram produzidos. A trilogia de crossovers (encontro de dois ou mais personagens de universos diferentes) foi intitulada Jimmy Timmy Power Hour(Jimmy e Timmy:O Confronto). A estréia do primeiro episódio da trilogia foi uma surpresa para os fãs da série na América Latina, já que na época The Fairly OddParents ainda era exclusivamente transmitido pelo extinto canal Jetix e muitos ainda não sabiam que a série era originalmente da Nickelodeon. Em 2017, houve um novo crossover com a mais nova serie do mesmo criador Butch Hartman, Bunsen é uma Fera, chamado Beast of Friends.
| Ano  | Título                                                |
| ---- | ----------------------------------------------------- |
| 2004 | Jimmy e Timmy: O Confronto                            |
| 2006 | Jimmy e Timmy: O Confronto 2: Quando os Manés Colidem |
| 2006 | Jimmy e Timmy: O Confronto 3: Os Manés Exterminadores |
| 2017 | Beast of Friends                                      |

### Jogos eletrônicos
A THQ, a Nick Games e a Blitz Games lançaram vários videogames de The Fairly OddParents, são eles:
- The Fairly OddParents: Enter the Cleft
- The Fairly OddParents: Breakin' Da Rules
- The Fairly OddParents: Shadow Showdown
- The Fairly OddParents: Clash with the Anti-World